# Павловський район (Воронезька область)
Павловський район (рос. Павловский район) — адміністративна одиниця в центральній частині Воронезької області Росії. 
Адміністративний центр — місто Павловськ.

## Географія
Павловський район розташований в центрі південної частини Воронезької області. Межує з Ліскінським, Бутурлинівським, Воробйовським, Подгоренським, Калачєєвським, Розсошанським та Верхньомамонським районами області. Із західного боку межа району проходить по річці Дон. Площа району - 1900 км².
Основні річки - Дон, Осередь.